# Julia Tolofua
Julia Tolofua (* 1. Juni 1997) ist eine französische Judoka. Sie war 2022 Weltmeisterschaftsdritte und 2023 Weltmeisterschaftszweite im Schwergewicht.

## Sportliche Karriere
2016 gewann Tolofua bei den Junioren-Europameisterschaften. 2017 gewann sie ihren ersten französischen Meistertitel. 2018 erhielt sie eine Bronzemedaille bei den Mittelmeerspielen in Tarragona. Bei den französischen Meisterschaften unterlag Tolofua 2018 im Finale Valentine Marchand. Bei den Militärweltmeisterschaften erreichte Tolofua 2018 ebenfalls das Finale und verlor dann gegen die Brasilianerin Maria Suelen Altheman. 2019 gewann Tolofua ihren zweiten französischen Meistertitel.
Nach der Wettkampfpause wegen der COVID-19-Pandemie erreichte Julia Tolofua bei den Weltmeisterschaften 2021 in Budapest das Viertelfinale und verlor gegen die Kubanerin Idalys Ortíz. Nach einem Sieg über Melissa Mojica aus Puerto Rico in der Hoffnungsrunde unterlag Tolofua im Kampf um Bronze der Brasilianerin Beatriz Souza. Ende 2021 siegte Tolofua bei den Militärweltmeisterschaften und bei den französischen Meisterschaften. Im Juni 2022 gewann Tolofua das Grand-Slam-Turnier in Tiflis. Ein Vierteljahr später unterlag sie im Halbfinale der Weltmeisterschaften in Taschkent ihrer Landsfrau Romane Dicko. Den Kampf um Bronze gewann Tolofua gegen die Israelin Raz Hershko.
2023 erreichte Tolofua das Finale bei den Weltmeisterschaften in Doha durch einen Halbfinalsieg über die Chinesin Xu Shiyan. Im Finale unterlag Tolofua der Japanerin Akira Sone. Ende März 2024 siegte Tolofua beim Grand Slam in Antalya. Vier Wochen später erreichte sie das Finale der Europameisterschaften in Zagreb und unterlag dann Raz Hershko.